# Bryodemella elegans
Bryodemella elegans är en insektsart som beskrevs av Li, B. 1997. Bryodemella elegans ingår i släktet Bryodemella och familjen gräshoppor. Inga underarter finns listade i Catalogue of Life.